# Monnières (Loire-Atlantique)
Monnières is een gemeente in het Franse departement Loire-Atlantique in de regio Pays de la Loire. De plaats maakt deel uit van het arrondissement Nantes. Monnières telde op 1 januari 2022 2.341 inwoners.

## Geografie
De oppervlakte van Monnières bedroeg op 1 januari 2022 9,78 vierkante kilometer; de bevolkingsdichtheid was toen 239,4 inwoners per km².

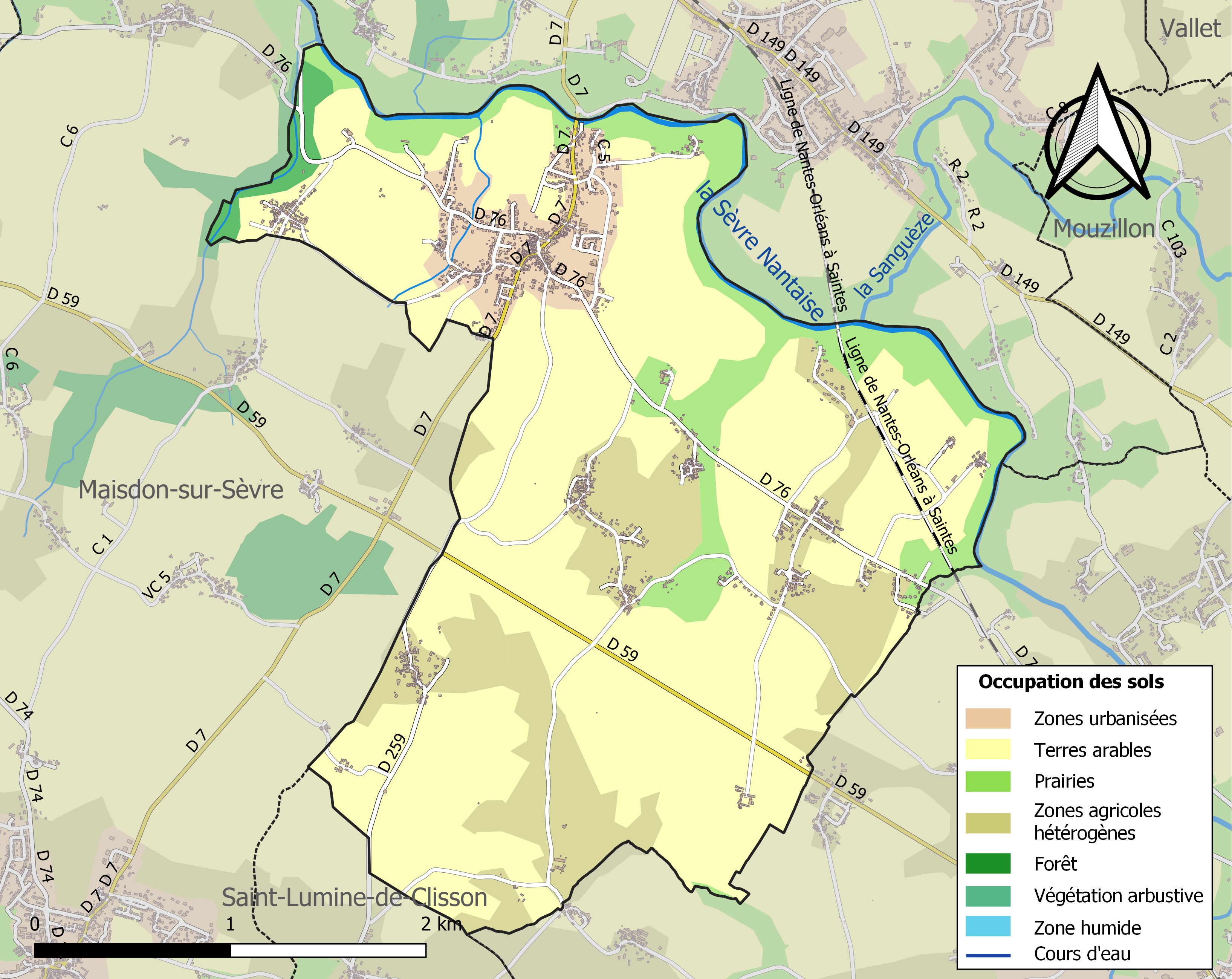
Kaart van de gemeente met de belangrijkste infrastructuur, bodemgebruik en omliggende gemeenten

## Demografie
Onderstaande figuur toont het verloop van het inwonertal (bron: INSEE-tellingen).